# 아르키바 타워

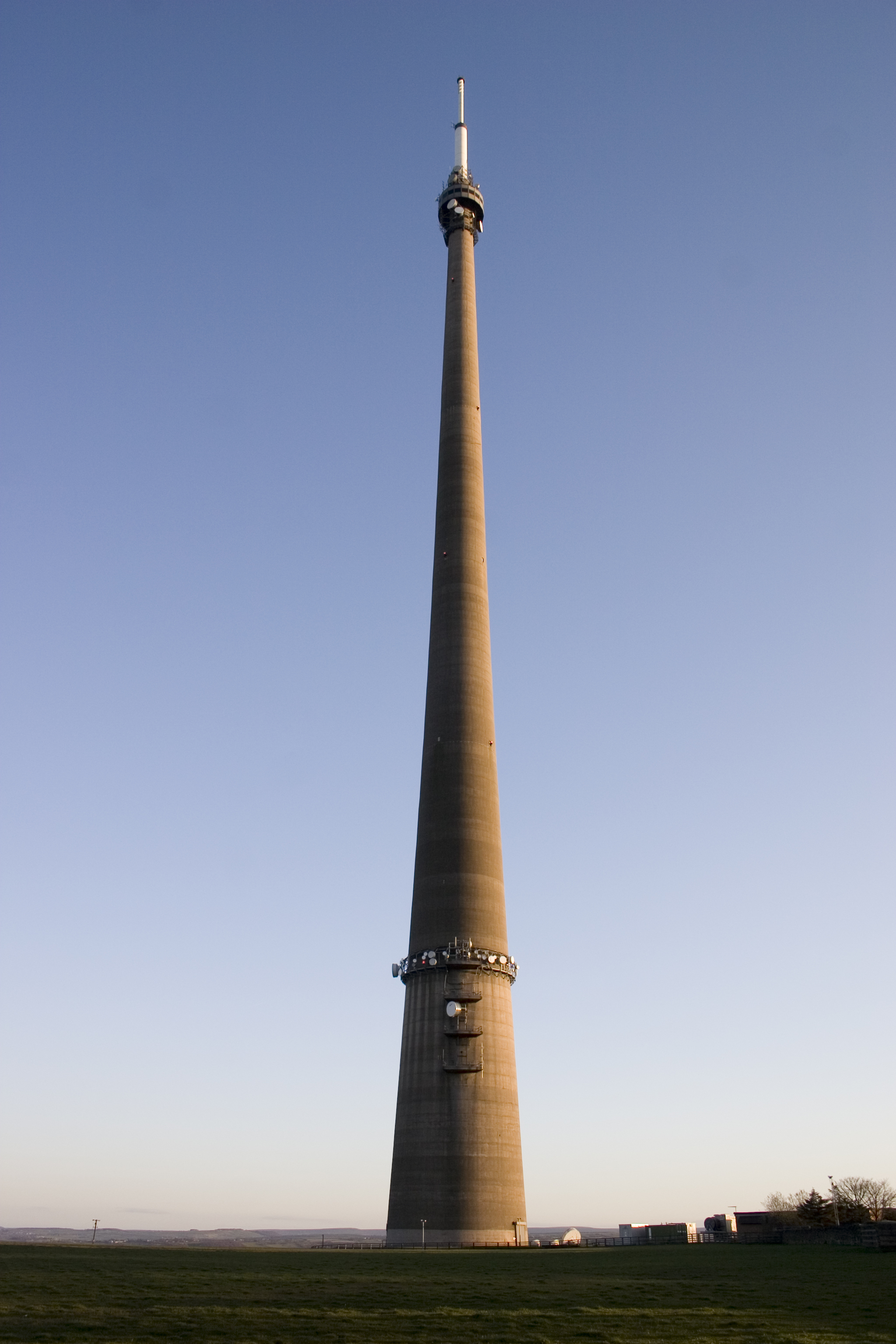
아르키바 타워의 모습

아르키바 타워(영어: Arqiva Tower)는 영국 잉글랜드 웨스트요크셔주 허더즈필드에 위치한 방송탑이다. 높이는 330.4m로, 런던에 위치한 더 샤드보다 20.4m가 더 높다. 영국에서 가장 높은 건축물이다.

## 같이 보기
- 방송탑